# Lionel Epp
Lionel Epp est un réalisateur français né le 9 mai 1960.

## Biographie
Lionel Epp a réalisé un seul long métrage de fiction pour le cinéma, En territoire indien, sorti en 2003.

## Filmographie

### Cinéma

#### Court métrage
- 1996 : Une belle nuit de fête[3]

#### Long métrage
- 2003 : En territoire indien

### Télévision
- 1999 : Jusqu'à ce que la mort nous sépare (épisode de la série Vertiges)
- 2004 : Vous êtes de la région ? (téléfilm)